# Verdichten

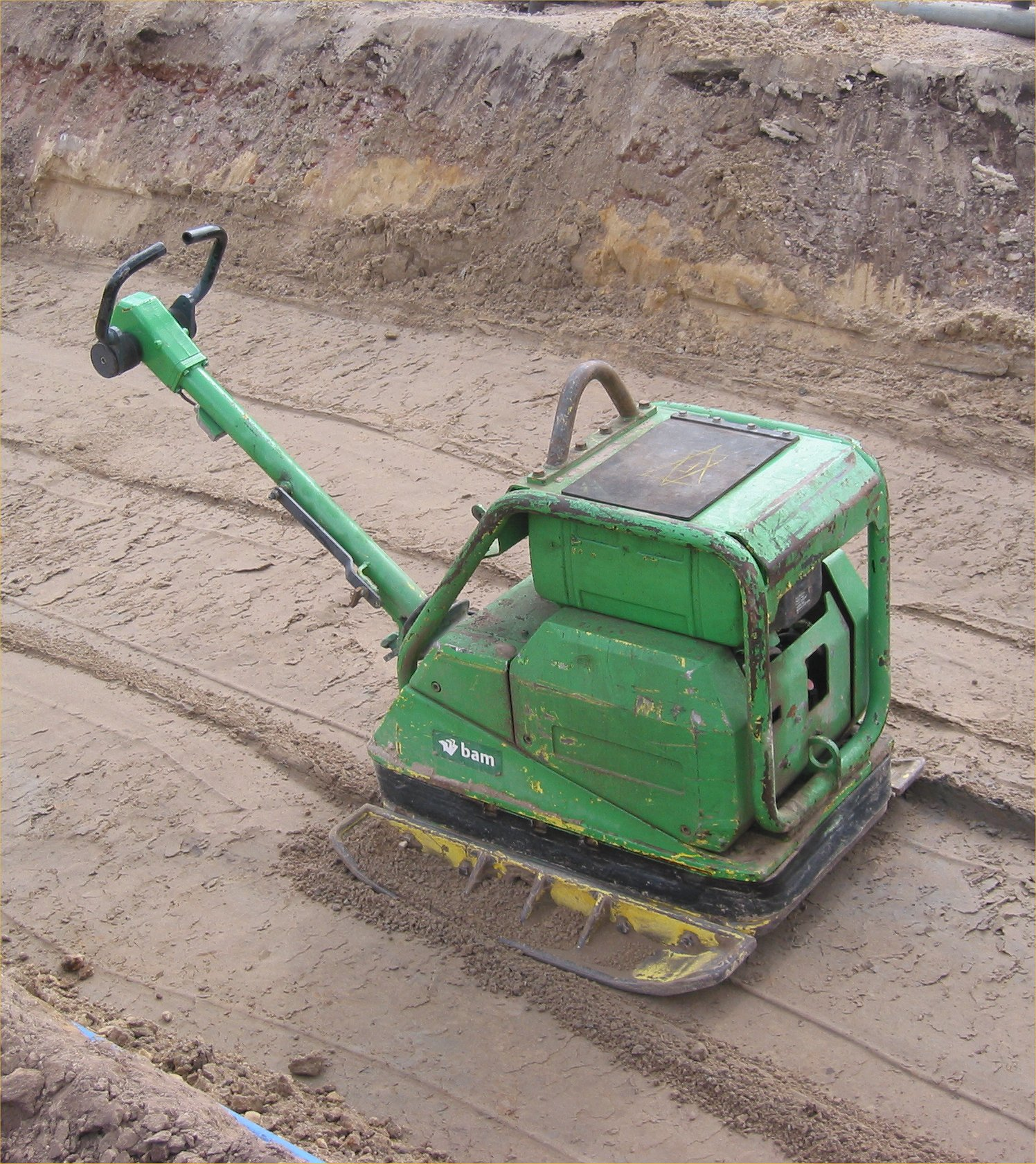
Trilplaat

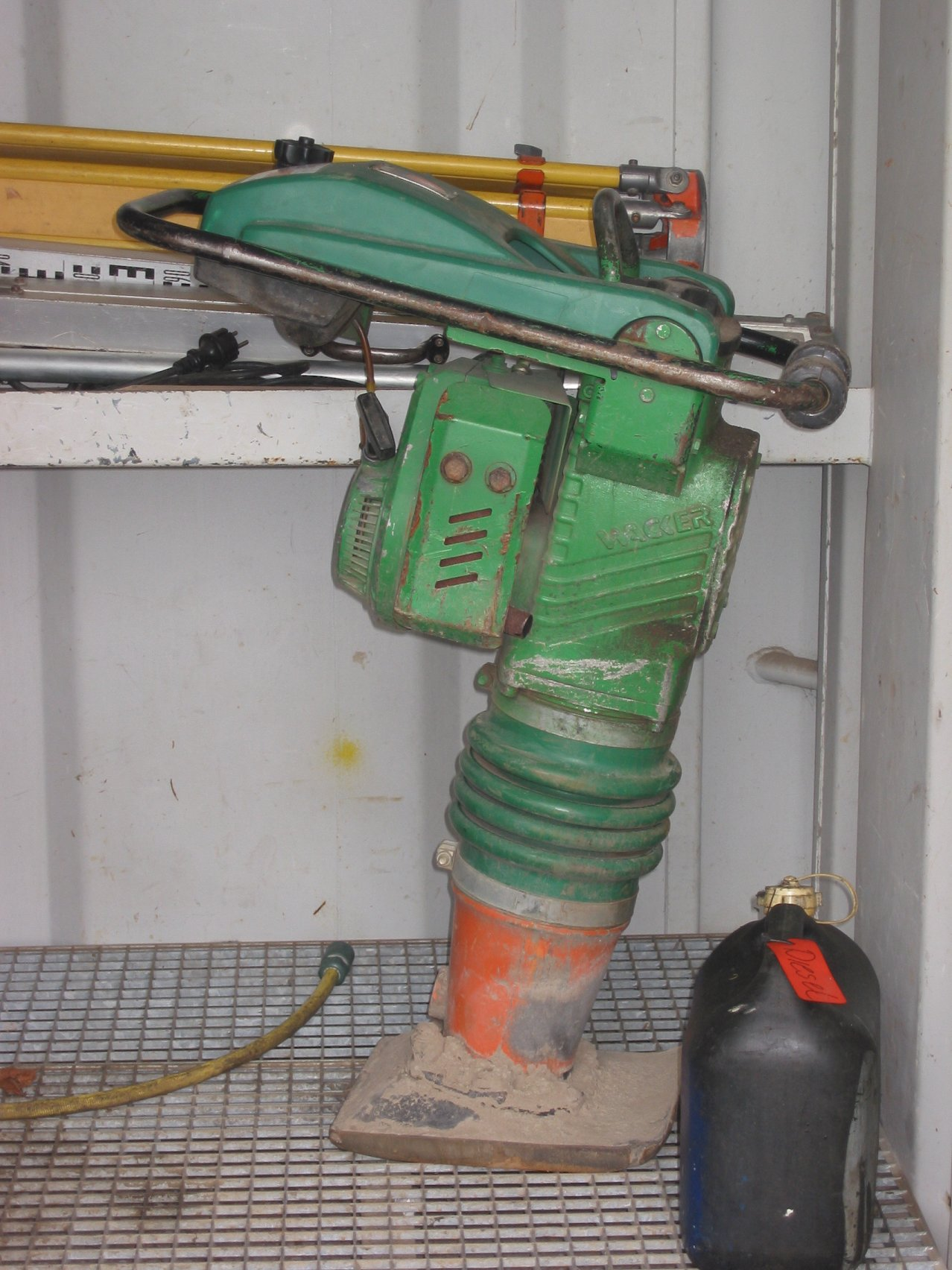
Trilstamper

Verdichten is het verminderen van het volume van zand- of steenachtige materialen en wordt toegepast bij funderingen en grondverbetering.
Verdichten kan door vibraties (trillen), stampen of walsen. Klei verdichten is moeilijk maar kan door het walsen met een schapenpootwals. Het doel van verdichten is een draagkrachtige en vaste bodemlaag te krijgen. De verdichtingsgraad kan worden gemeten met een proctorproef. De uitkomst is een getal als percentage ten opzichte van een standaard maximale verdichtingsgraad.
Los zand bevat afhankelijk van de korrelsamenstelling circa 35 % lucht. Door het inschikken van de korrels neemt de hoeveelheid lucht af en de dichtheid toe. Er kan zich ook grondwater tussen de korrels bevinden, in dit geval moet dit water afgevoerd worden bijvoorbeeld door drainage of bronbemaling. Zand waarin zich organische stoffen bevinden (humus) is moeilijk te verdichten.
Als de draagkrachtige grond lager ligt dan de onderkant van de fundering kan men besluiten om tot ca. 3 à 4 meter diep de slechte grond te verwijderen en opnieuw aan te vullen. Er wordt een zogeheten zandstorting aangebracht waarvan het gedeelte onder de fundering mechanisch door middel van een trilplaat, trilwals of trilstamper verdicht wordt.
Pas gestort beton wordt verdicht met een trilnaald.